# Copa Times Of India
La Copa Times Of India fue un partido de carácter amistoso entre las selecciones de Venezuela y Argentina que se disputó en Calcuta, India el 2 de septiembre de 2011. El ganador del encuentro fue el combinado albiceleste por un marcador de 1-0. Este partido fue el debut de Alejandro Sabella como seleccionador del conjunto argentino.
Aunque sea amistoso, fue el primer trofeo que ha ganado Lionel Messi con la selección mayor de Argentina.
| 2 de septiembre de 2011 | Venezuela | 0:1 (0:0) | Argentina    | Salt Lake Stadium, Calcuta |  |
|                         |           |           | Otamendi 70' |                            |  |